# Mod rewrite
Mod rewrite — це модуль розширення до відомого сервера Інтернет сторінок Apache. Цей модуль дозволяє «переписувати» URL сторінки «на льоту» — за спеціальними правилами запит на URL з клієнтської програми (такої, як Internet Explorer) буде розбитий на частини, проаналізований та перероблений в інший URL перед виконанням запиту. Зазвичай це використовують для конвертування динамічного URL з параметрами у статичний з іменем файла. Наприклад, запит до сайту новин:
www.новини.in.ua/search.php?день=12&місяць=квітень&рік=2006
перетвориться на:
www.новини.in.ua/search-12-april-2006.html